# Terry McBrayer
W. Terry McBrayer (* 1. September 1937 in Ironton, Ohio; † 11. Oktober 2020 in Lexington, Kentucky) war ein US-amerikanischer Rechtsanwalt und Politiker (Demokratische Partei).

## Leben
McBrayer wuchs mit zwei Schwestern in Greenup, Kentucky auf. Er besuchte die Greenup High School und studierte an der Morehead State University, wo er 1959 einen Bachelor of Science (B.S.) erhielt, sowie an der Louis D. Brandeis School of Law der University of Louisville, wo er 1962 einen Bachelor of Laws (LL.B.) erhielt. Im selben Jahr erfolgte seine Aufnahme in die Anwaltschaft von Kentucky. McBrayer war nun von 1963 bis 1975 als Rechtsanwalt in Greenup County tätig. Heute ist McBrayer Seniorpartner in der Anwaltskanzlei McBrayer, McGinnis, Leslie & Kirkland.
Politisch betätigte sich McBrayer in der Demokratischen Partei, für die er von 1966 bis 1972 dem Repräsentantenhaus von Kentucky angehörte. Während seiner Zeit als Abgeordneter fungierte er unter anderem als Speaker Pro Tempore sowie als Majority Floor Leader seiner Partei. Des Weiteren war er Vorsitzender der Demokratischen Partei in Kentucky. 2008 nahm er als Superdelegierter an der Democratic National Convention teil.
McBrayer war in zweiter Ehe verheiratet und hatte zwei Kinder aus erster Ehe, einen Sohn und eine Tochter.